# Santuario di Sant'Antonio di Padova (Barcellona Pozzo di Gotto)
Il Santuario di Sant'Antonio di Padova e il convento dell'Ordine dei frati minori osservanti costituiscono un polo religioso ubicato nel quartiere Sant'Antonino. L'aggregato monumentale ricade nell'arcidiocesi di Messina-Lipari-Santa Lucia del Mela, vicariato di Barcellona Pozzo di Gotto sotto il patrocinio di San Sebastiano, arcipretura di Barcellona Pozzo di Gotto, giurisdizione parrocchiale della chiesa di San Francesco di Paola. Il 24 maggio 1986 la chiesa conventuale di Sant'Antonino è dichiarata santuario diocesano.

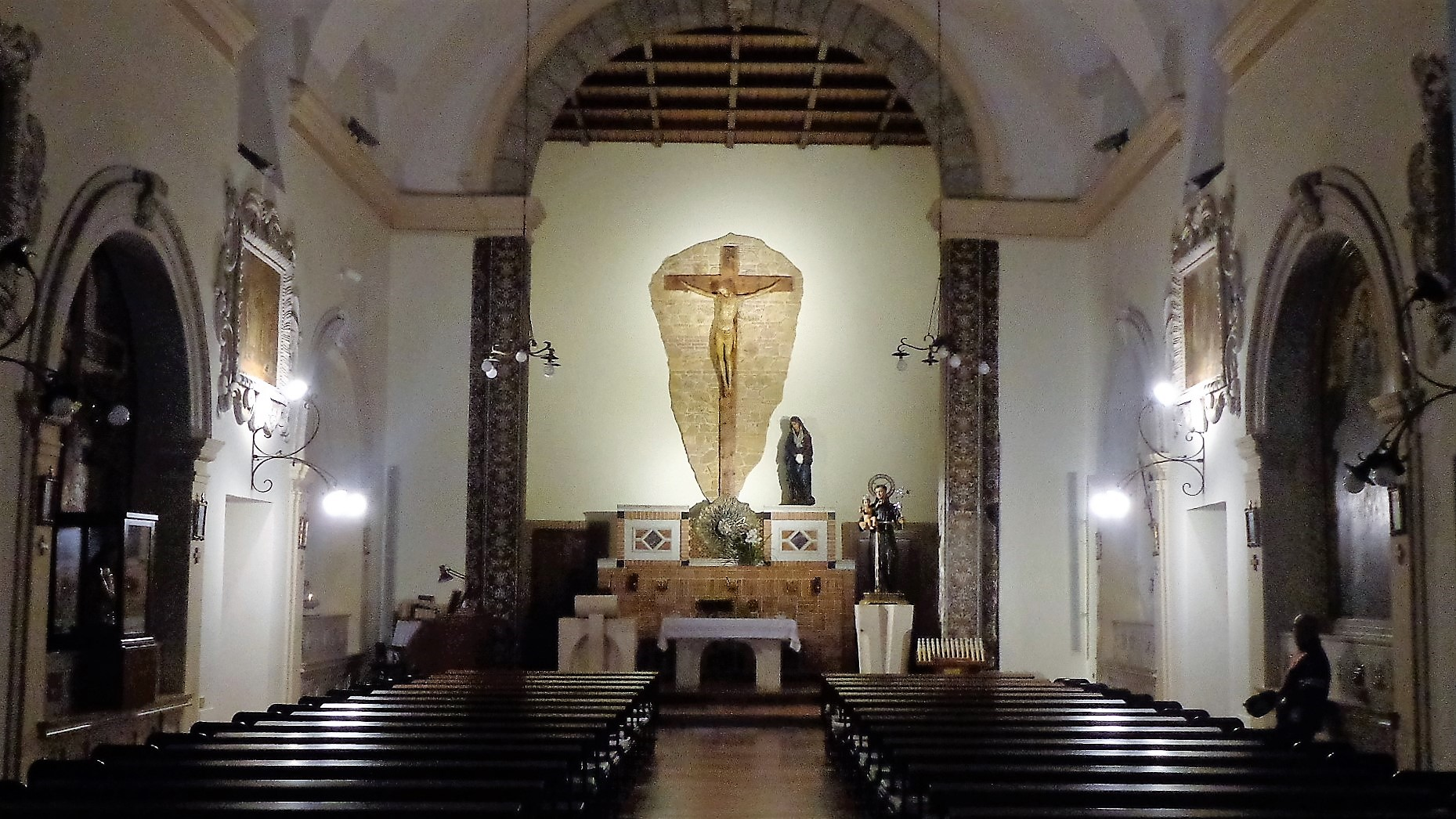
Presbiterio

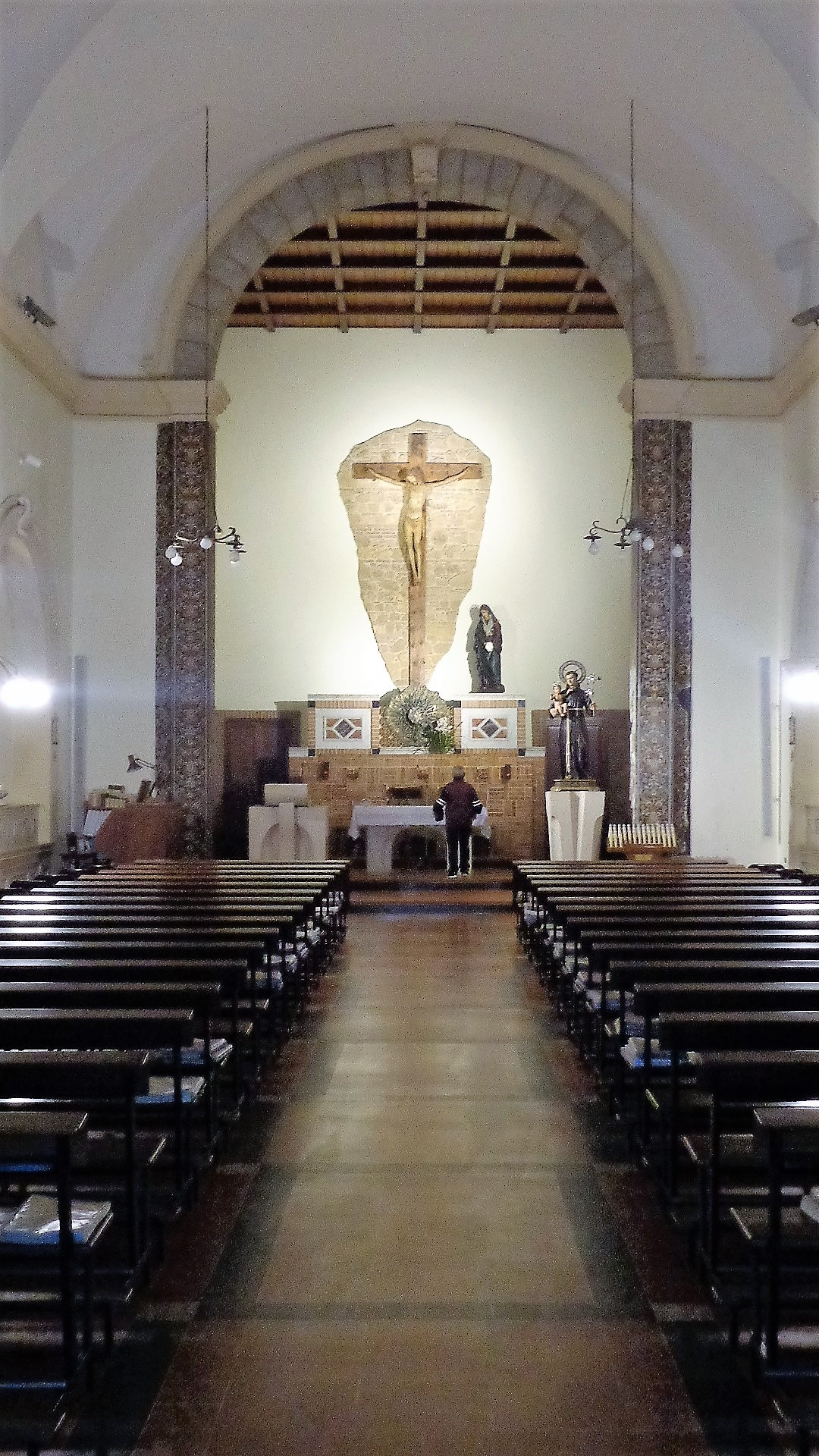
Navata

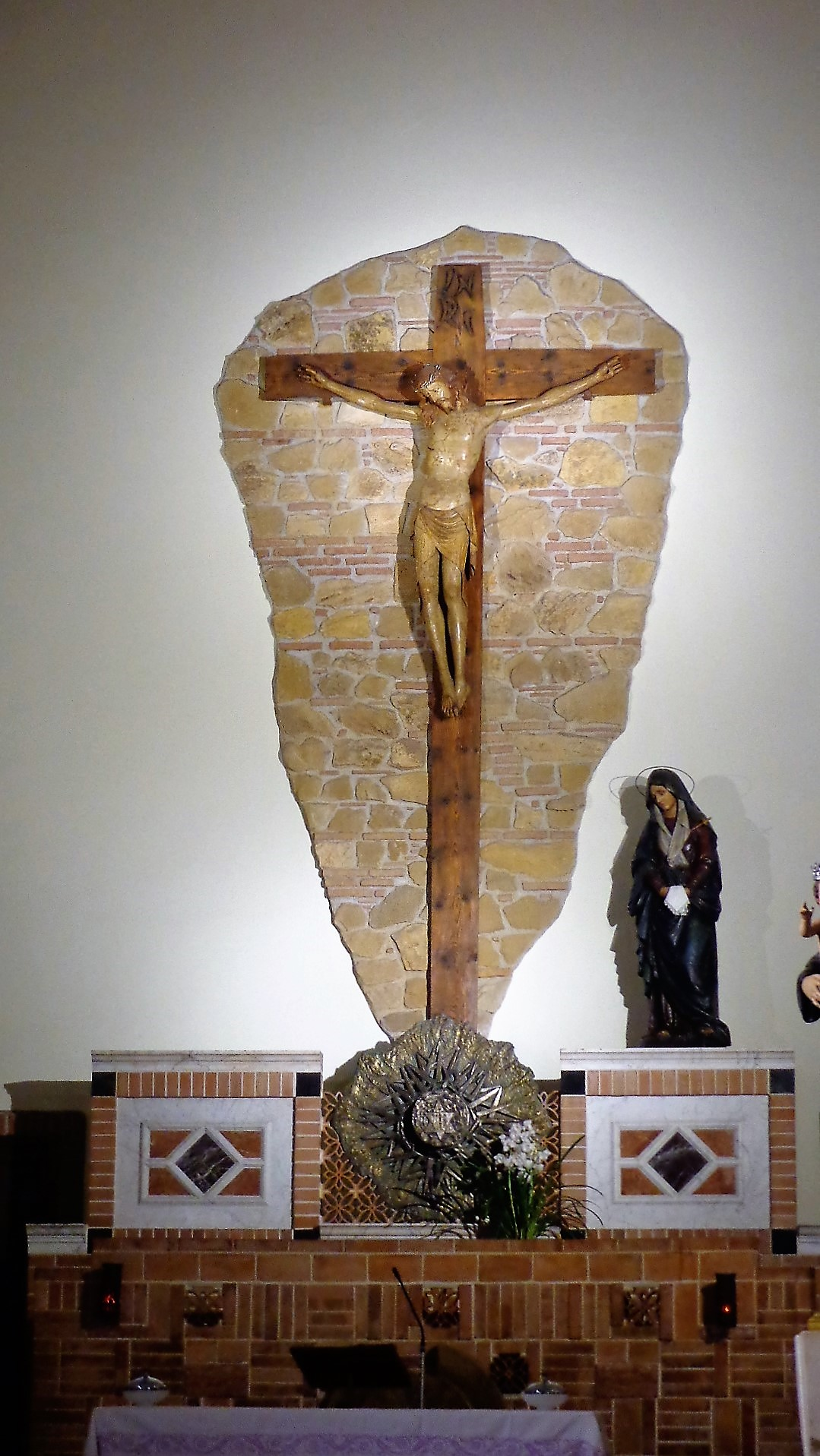
Altare maggiore

## Storia
Il 14 ottobre 1613 i frati minori osservanti ottengono dalla città di Castroreale la concessione di terreni nel casale di Barcellona per la costruzione di un piccolo edificio di culto, questo è quanto si evince da manoscritti custoditi negli archivi presso la Curia generale dell'Ordine a Roma.
I Francescani insediatisi nel quartiere di Sant'Antonino 
edificano un convento tuttora esistente, sebbene riadattato in varie riprese e una chiesa nella località denominata contrada Finocchito. Nel 1622 è eretto canonicamente il convento grazie ai contributi dei munifici e devoti committenti Placido Rao e Dominichella Coppolino.

## Esterno
L'ingresso laterale destro presenta un portalino decorato con un bassorilievo marmoreo raffigurante Sant'Antonio di Padova, opera d'ignoto del 1633 - 1635. 
Un'iscrizione marmorea reca incisa la frase "PERAMABILIS S. ANTONINUS".

## Interno
L'impianto della chiesa è a una sola ampia navata centrale con altari minori laterali. Controfacciata: vestibolo - atrio. Ambiente con pilastri delimitato da arcate laterali, a livello superiore una grande loggia - cantoria sovrasta l'aula, sulla parete esterna una grande vetrata istoriata illumina gli interni.

### Parete navata destra lato sud-est
Vestibolo:

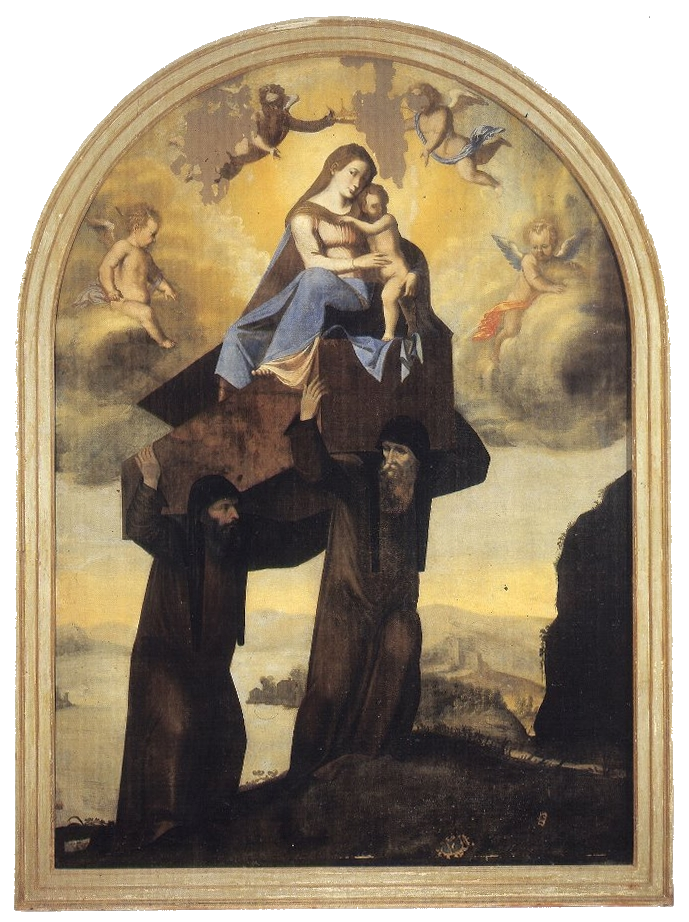
Madonna dell'Itria, Filippo Jannelli.

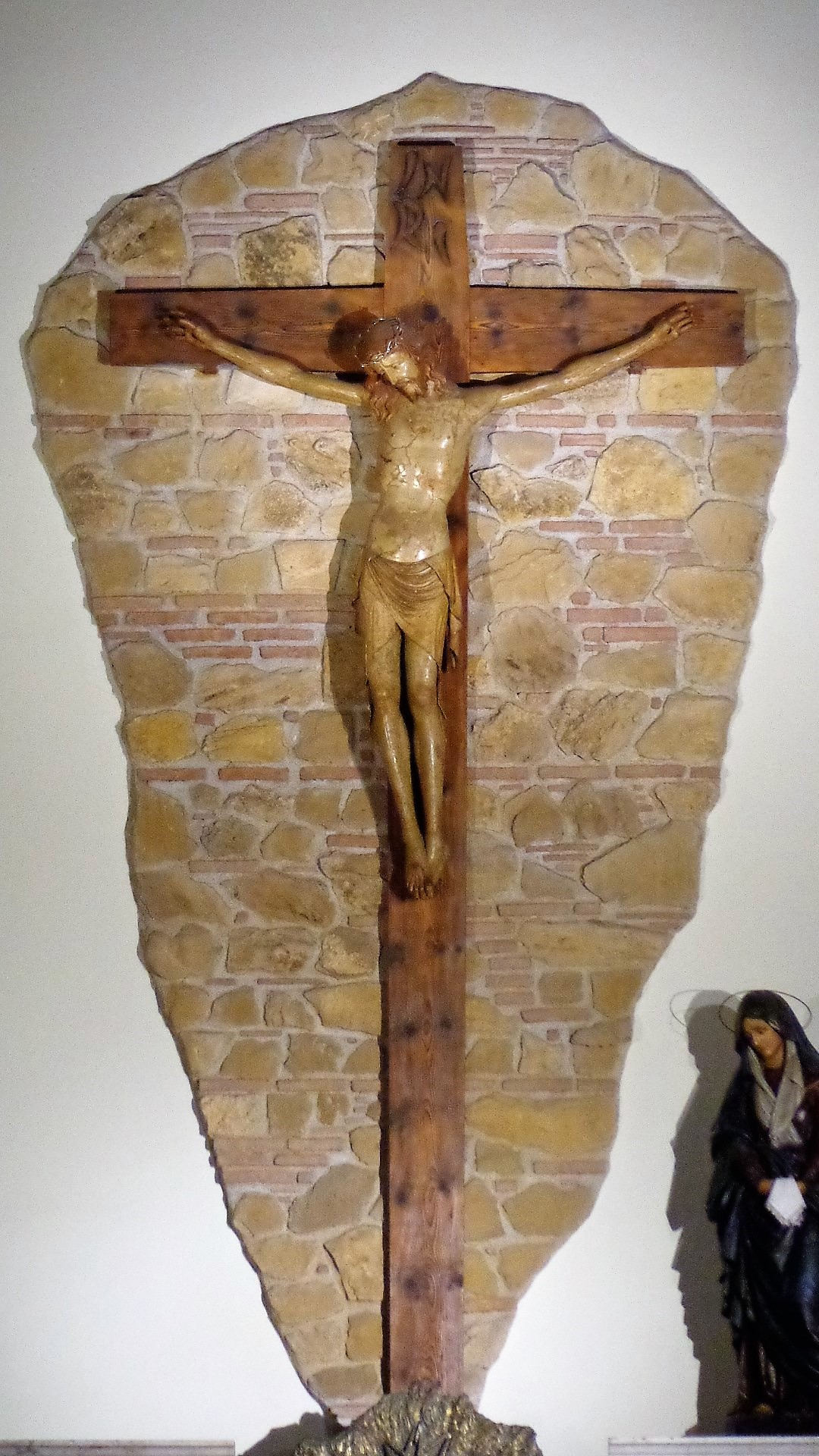
Crocifisso.

- Affresco raffigurante san Giuseppe, san Michele Arcangelo e san Biagio. Committente il sacerdote Francesco Saccano datato 1733.

Aula:
- Prima campata: Altare dedicato al Sacro Cordone di San Francesco del 1724.
  - Affresco raffigurante il Miracolo del piede amputato, committente Giuseppe Saccano del 1714.
- Seconda campata: Altare dedicato alla Madonna Odigitria, il quadro pala d'altare Madonna dell'Idria con monaci dell'Ordine basiliano, olio su tela, è opera di Filippo Jannelli del 1656.[2]
  - Affresco raffigurante il Miracolo della mula di Bonvillo del 1714.
- Terza campata: Altare dedicato a San Giuseppe, nicchia con statua lignea raffigurante San Giuseppe del XIX secolo.

In prossimità del pilastro dell'arco trionfale è collocata la statua di legno policromo di Sant'Antonio da Padova del XVIII - XIX secolo, posta fino al 1930 sull'altare maggiore. In seguito ai lavori di restauro del 1985 e alla realizzazione del fercolo in legno dorato nel 2007, è stata scelta questa nuova sistemazione.

### Parete navata sinistra lato nord-ovest
Vestibolo:
- Prima campata: nel vestibolo l'affresco raffigurante le martiri Sant'Agata, Santa Lucia e Sant'Apollonia, committente il sacerdote Ottavio Saccano.

Aula:
- Prima campata: Altare dedicato a San Diego d'Alcalà, costituisce pala d'altare il quadro San Diego , olio su tela, opera del pittore Pietro Cannata del 1650, inserito in una ricca cornice intagliata raffigurante il Santo e ai lati episodi della vita. Sotto il piede destro si legge "PETRO CANNATA PINGEBAT 1650".
  - Affresco raffigurante il Miracolo della predica ai pesci, committente Giuseppe Saccano del 1714.
- Seconda campata: Altare dedicato al Crocifisso, i lavori di restauro eseguiti nel 1985 hanno riportato alla luce un affresco del XVII secolo raffigurante la Madonna Addolorata e San Giovanni Apostolo ai lati della Croce sul Monte Calvario.
  - Affresco raffigurante il Miracolo del giovane risuscitato per scagionare il padre commissionato dal Capitano di Giustizia di Castroreale nel 1714.
- Terza campata: Altare dedicato all'Immacolata Concezione, nicchia con statua marmorea raffigurante l'Immacolata Concezione, opera d'ignoto autore datata 1719.

### Presbiterio
- La Porziuncola, olio su tela d'autore ignoto databile XVII - XVIII secolo, raffigurante la Vergine il cartiglio riportante la frase "INDULGENZIA PLENARIA PPETUA", il Cristo, lo Spirito Santo contornati da putti alati, San Francesco d'Assisi e Sant'Antonio da Padova.
- San Adiuto, olio su tela d'autore ignoto databile fine XVII secolo, raffigurante il martirio di Santo Adiuto in Marocco nel 1220.

### Altare

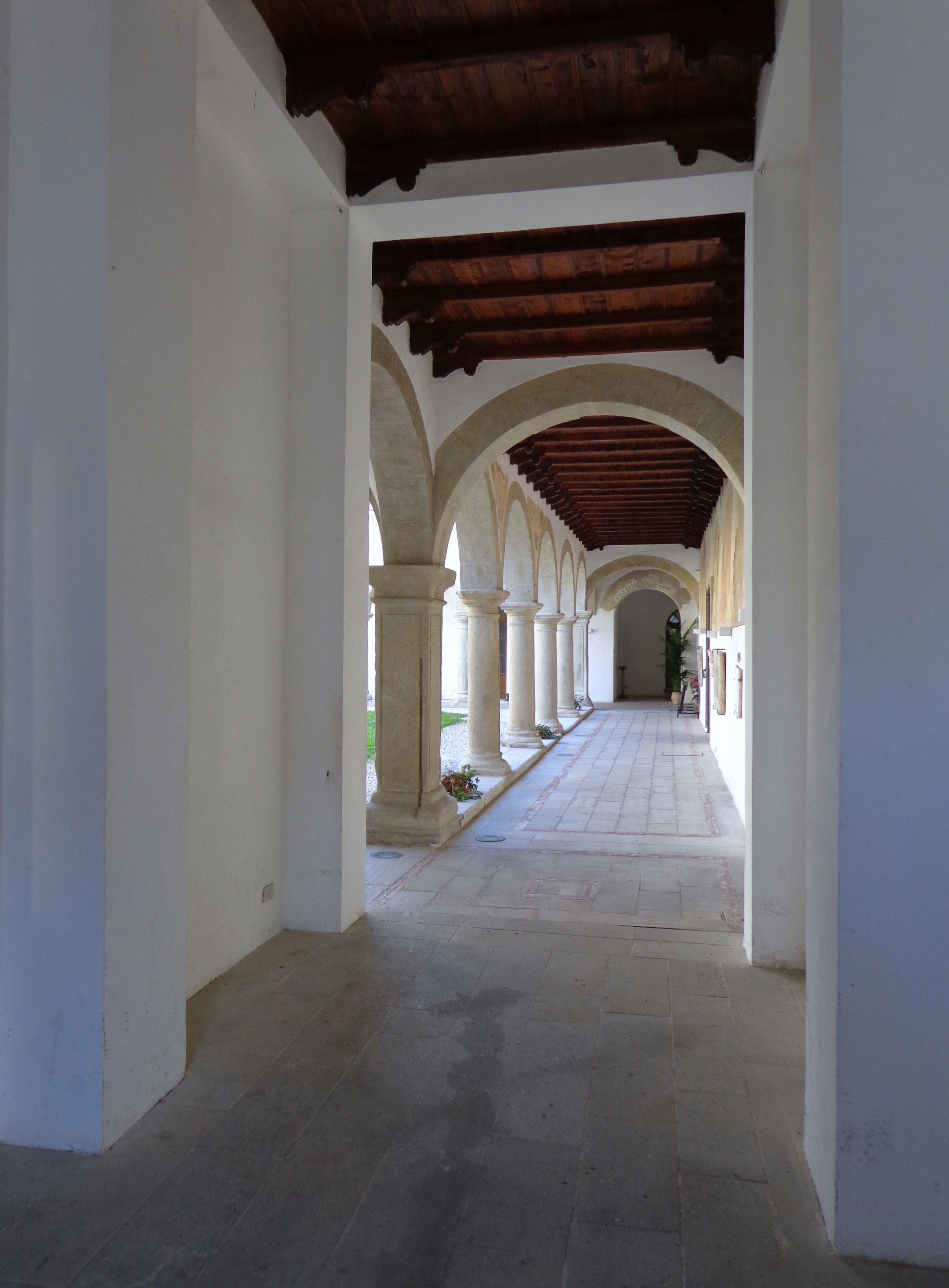
Chiostro del convento.

- Crocifisso, scultura lignea di Pietro della Comunella del XV secolo.[2]
- Addolorata, scultura.

## Curiosità
- Il miracolo del cuore dell'avaro tra le nuove vetrate istoriate di fra Alberto Farina del 1995.

## Convento
- Convento dell'Ordine dei Frati Minori Osservanti e chiostro.[2]
  - Chiostro con accesso sul prospetto sud, impianto quadrato con portici di cinque arcate ciascuno scandito da colonne. Solo la parete del portico est, muro condiviso con il tempio, presenta brani di antichi affreschi.
- 1866, Dopo la confisca in seguito all'emanazione delle leggi eversive, la struttura è destinata ad attività di pubblica istruzione: asilo infantile.
- 1868, Il Ministero della guerra lo destinò per l'alloggiamento della regia truppa di artiglieria e in poligono di tiro. La chiesa fu sconsacrata, spogliata e trasformata in scuderia. Il ripristino avvenne solo nel 1892.
- 1899 le strutture sono adibite a sede industriale dell'agenzia per la lavorazione dei tabacchi.
- 1936 - 1950, L'aggergato rientra nelle disponibilità della comunità di frati.

## Galleria d'immagini

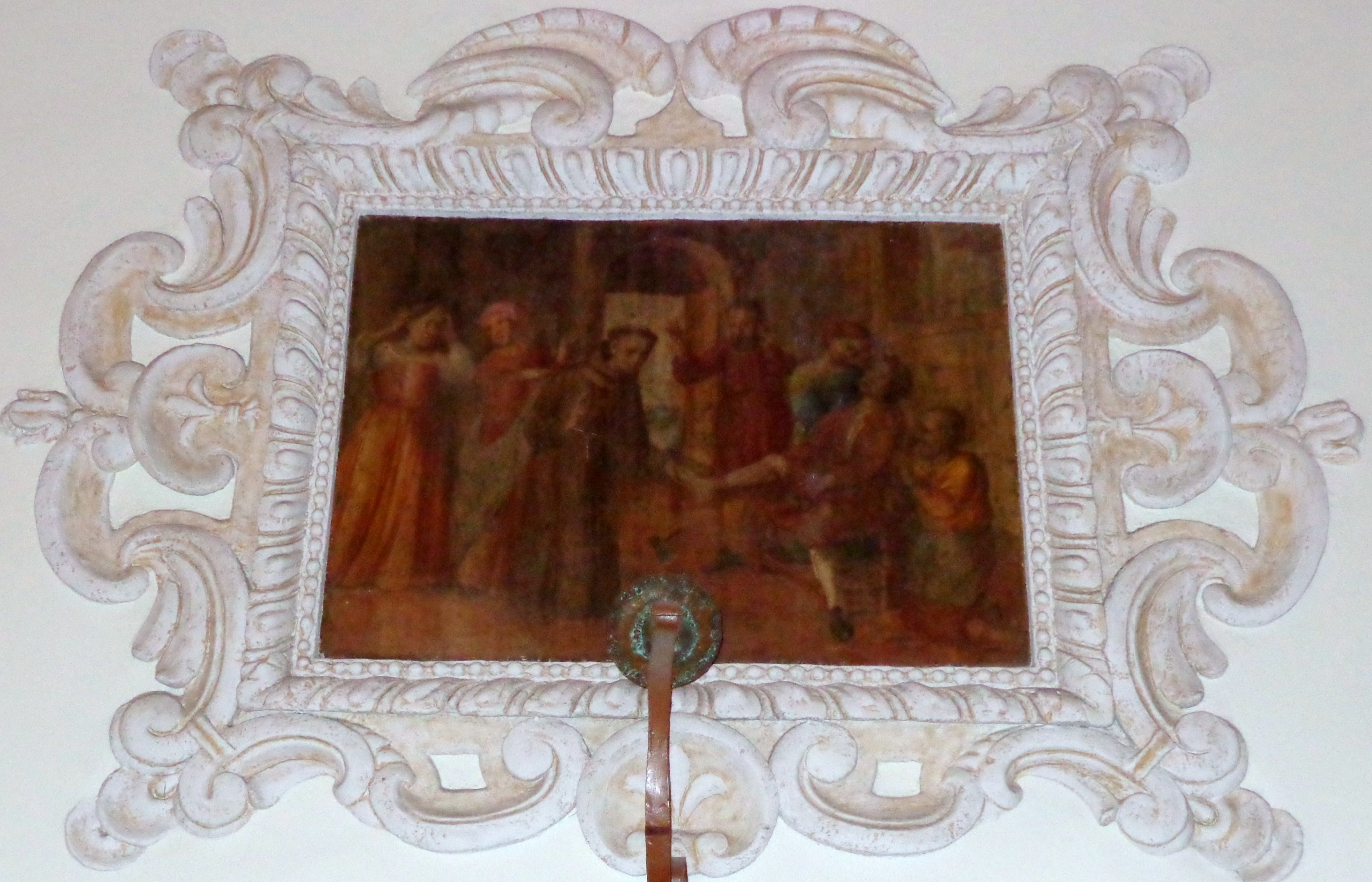
"Miracolo del piede amputato"
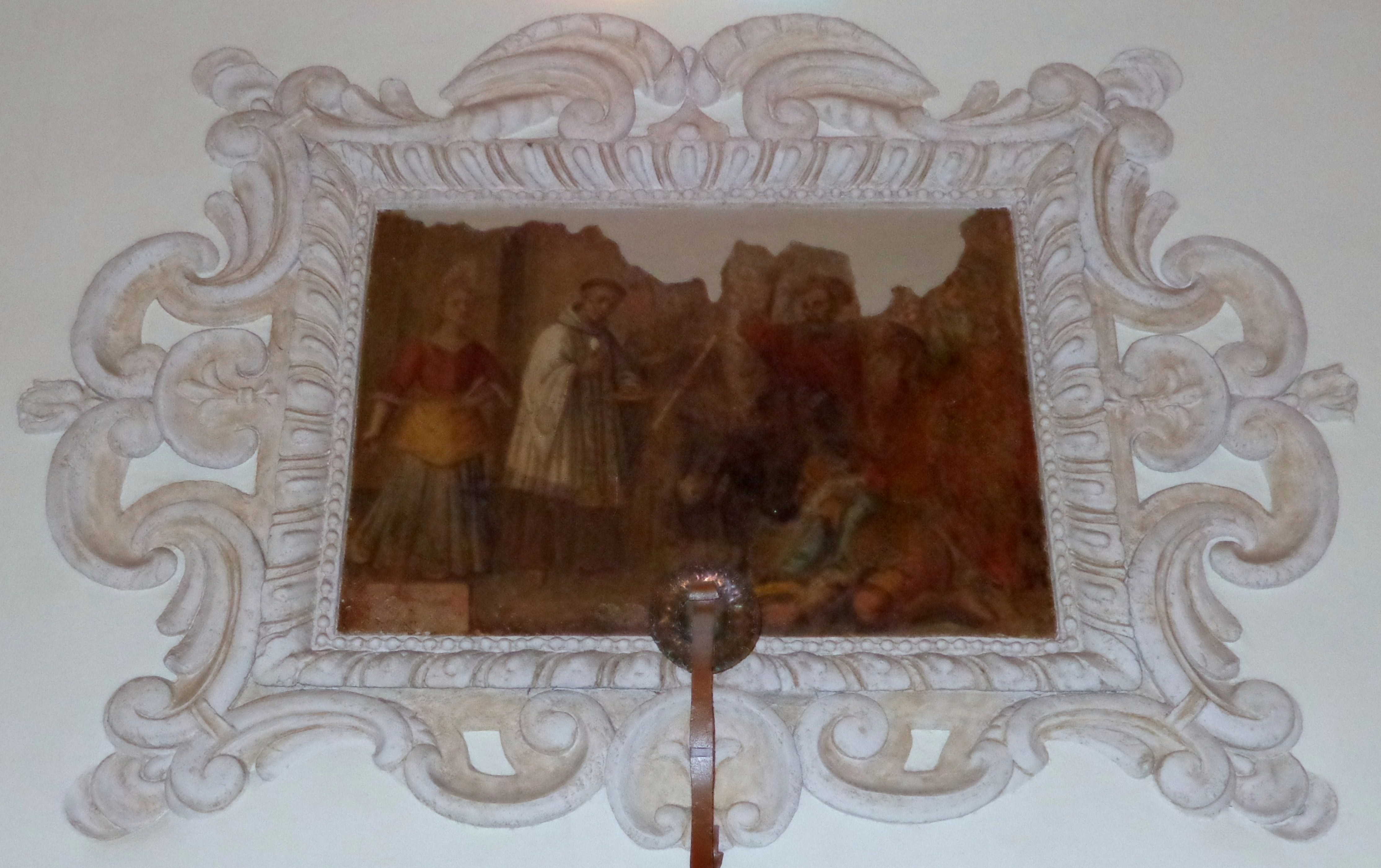
"Miracolo della mula di Bonvillo"
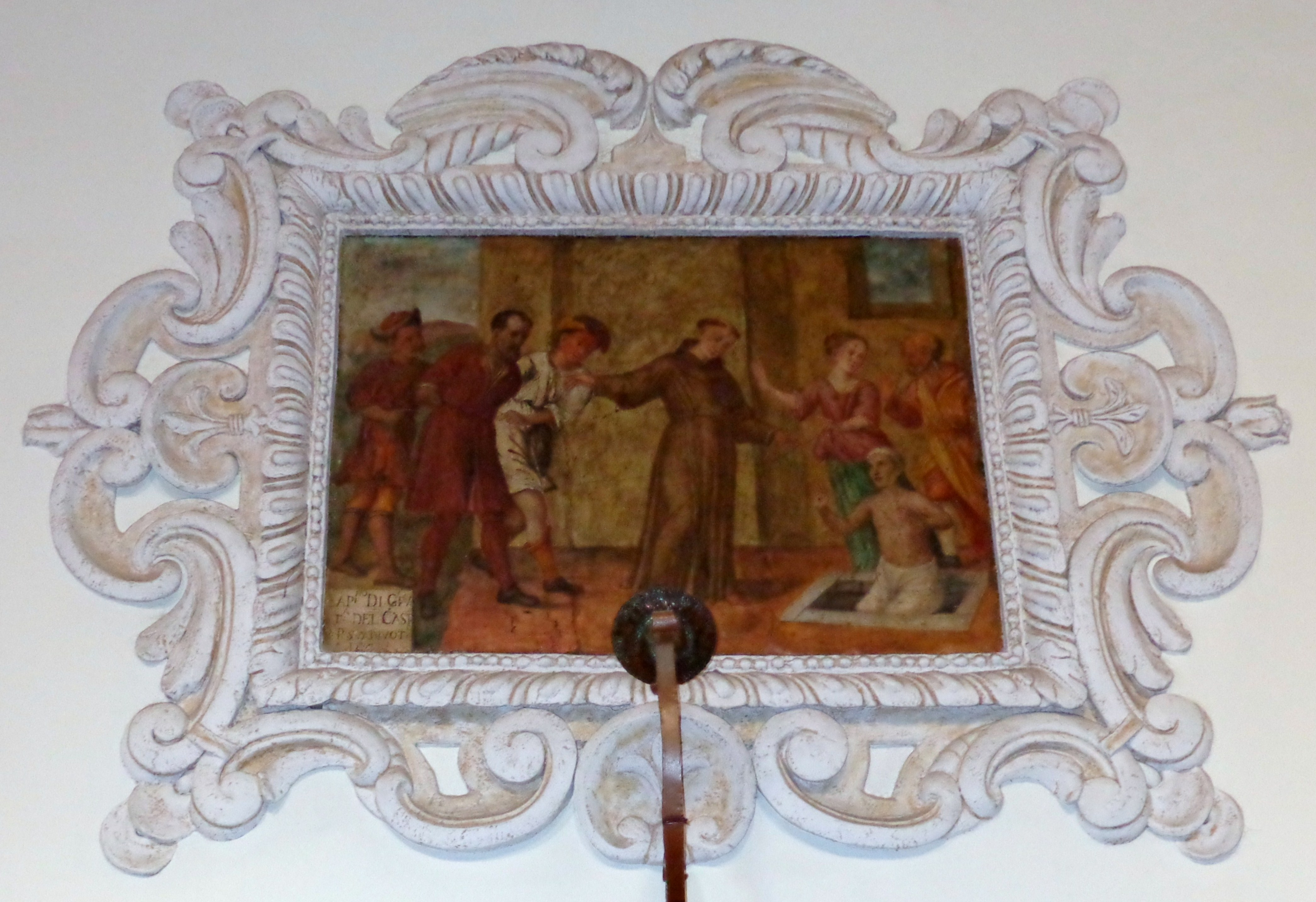
"Miracolo del giovane risuscitato per scagionare il padre"
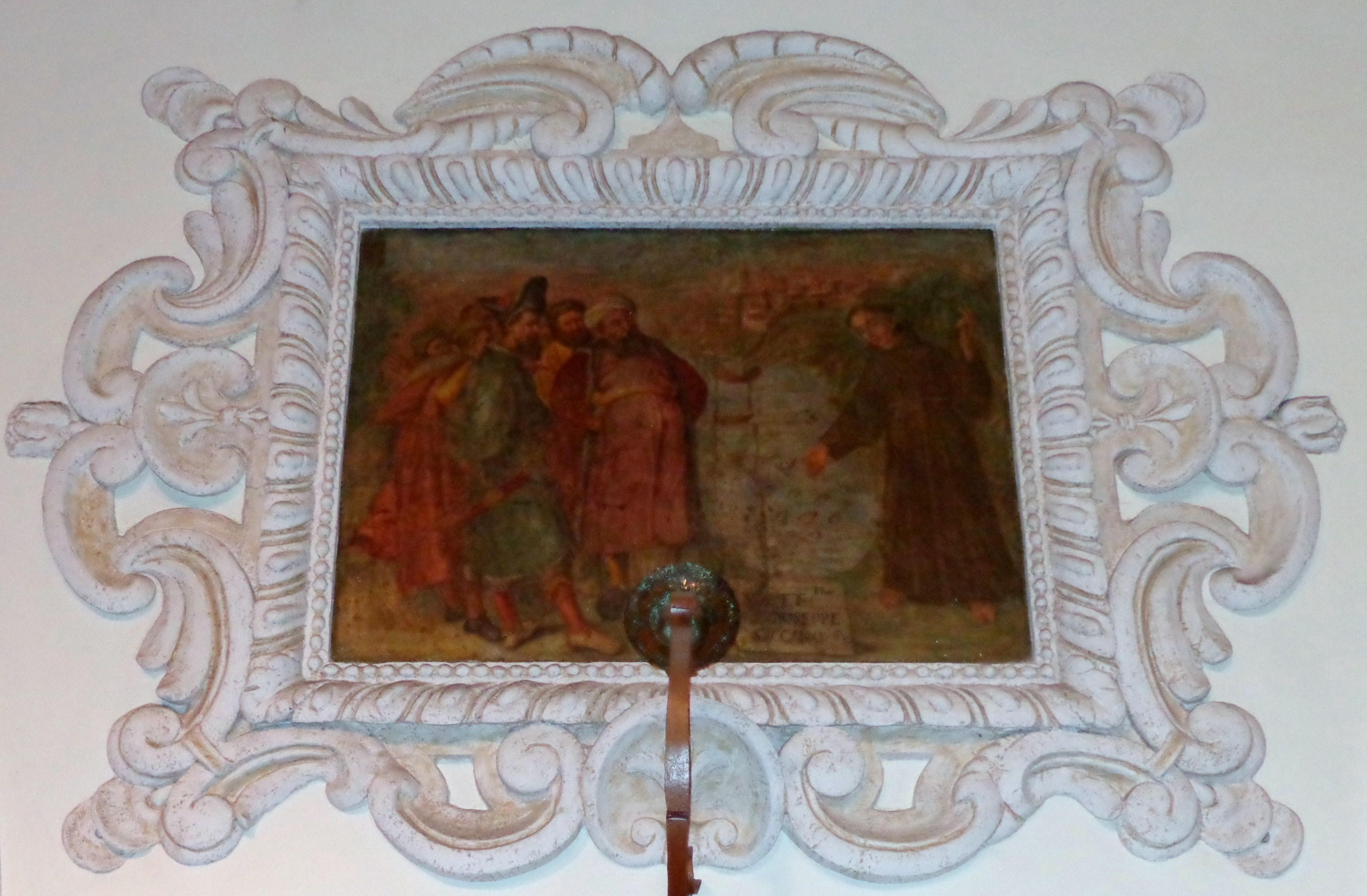
"Miracolo della predica ai pesci"